# 车家村 (章丘市)
车家村，中华人民共和国山东省济南市章丘市高官寨镇所辖的一个行政村。全行政村人口409户、1595人。耕地面积2479亩。行政区划代码370181114209。